# 东坡肉

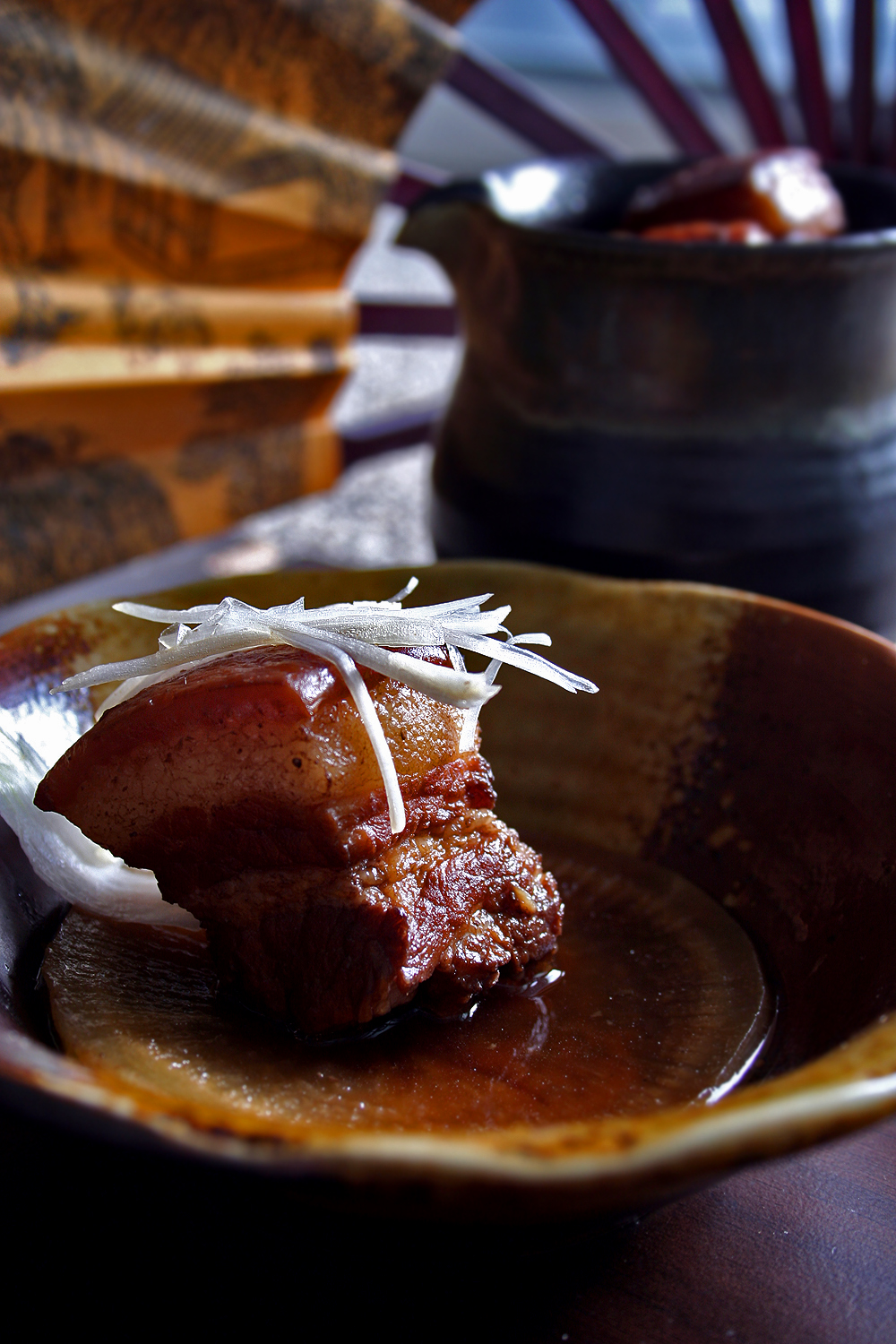
东坡肉

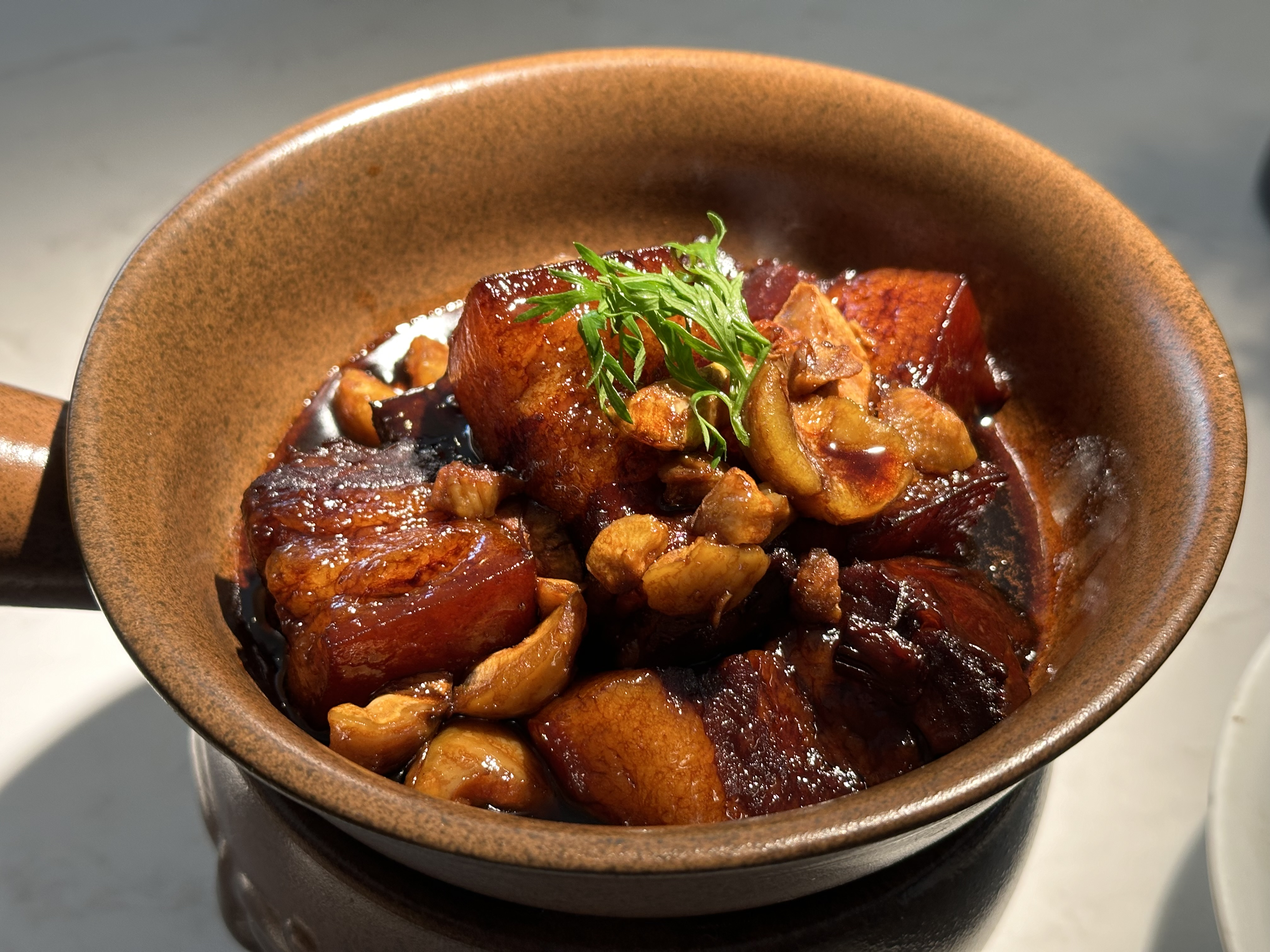
黄州板栗东坡肉

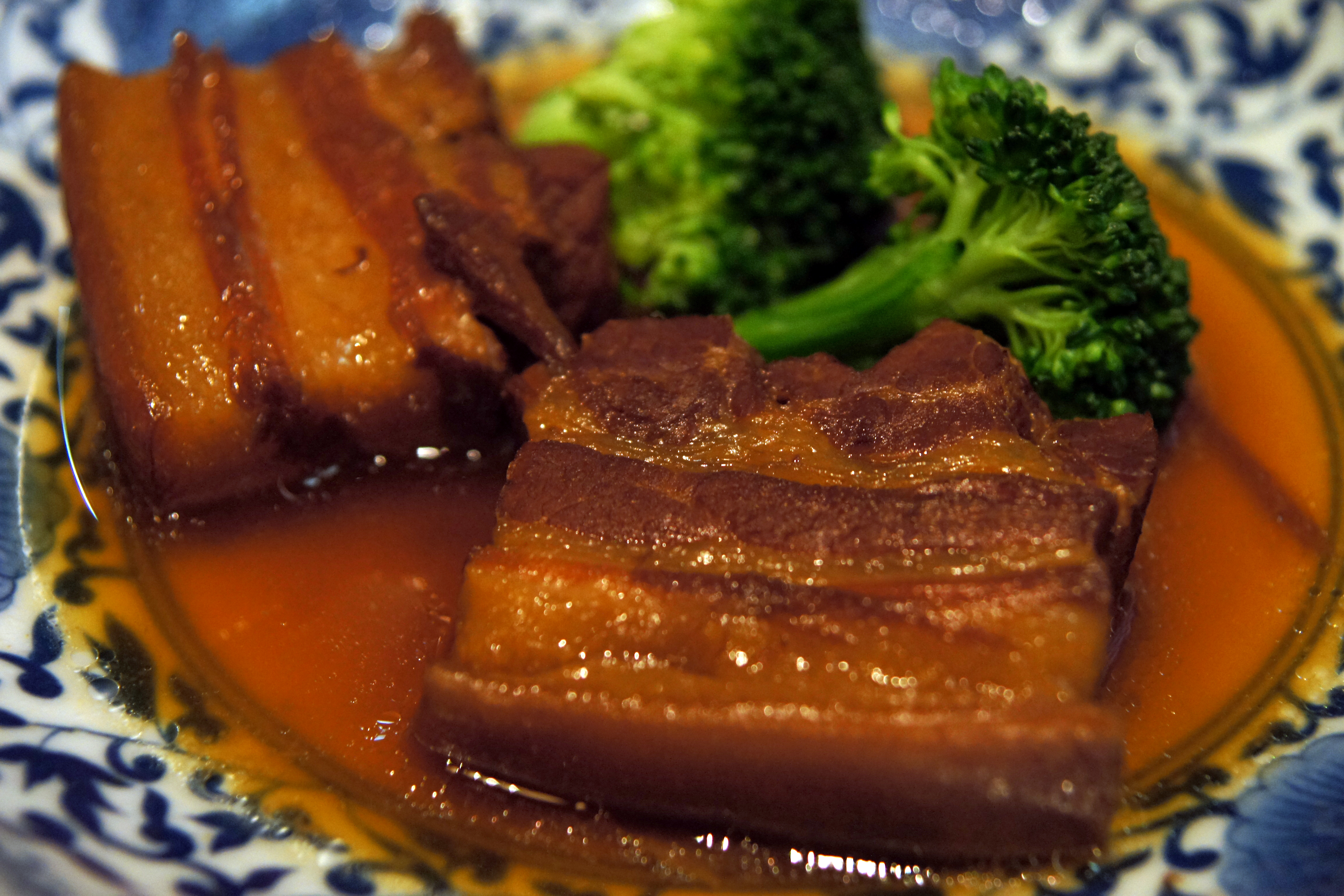
角煮

東坡肉為江浙菜系中的一道名菜，相传为苏东坡以古法改良而创。其以豬肉加之醬油、冰糖、紹酒等調料慢火紅燒而成。一般採用二寸餘立方體狀、半肥半瘦的豬肉。元代倪瓚《雲林堂飲食制度集》中的「燒豬肉」已近似现代做法。明代馮夢龍和沈德符書中正式出現「東坡肉」一詞。
東坡肉於明代經海上貿易傳至琉球、日本。日本九州的角煮和琉球的羅火腿（ラフテー）便衍生自東坡肉。

## 由來
相傳此菜由宋代大文豪蘇軾所發明。蘇軾，字子瞻，號東坡居士（故此得別號蘇東坡），祖籍四川。他不僅是著名的文學家，還是一位精於烹飪的美食家。
蘇軾於元豐二年十二月（1080年）被貶於黃州时生活落魄，幸得好友馬夢得為他購得城東荒地數十畝，得以築東坡雪堂安身其中。在贫困的生活中，他仿制前人的做法改良，以黃酒、冰糖、醬油調制醬汁，再以此將豬肉慢火紅燒，製成後色澤紅潤、醬汁濃厚、風味香醇，更為其題《豬肉頌》一首：「黃州好豬肉，價錢等糞土，富者不肯喫，貧者不解煮；慢著火、少著水，柴頭罨煙焰不起，待他自熟莫催它，火候足時它自美；早晨起來打兩碗，飽得自家君莫管。」。此菜雖起源於黄州，后传至鄰近的南宋首都臨安发扬光大，遂成浙江菜著名菜式，再以其發明者別號冠名為「東坡肉」。
另有一说，相传北宋元佑年间（约公元1090年），苏东坡任杭州知事，发动民众疏浚西湖。竣工後为犒劳民工，吩咐家人将百姓馈赠的猪肉按照他总结的经验「慢著火、少著水，火候足时它自美」烹制，再附黃酒以招待民工；但家人误将酒肉一起烧，结果成品意外地分外香醇濃厚。人们传颂东坡貢獻，故將此风味獨特的菜式命名為「东坡肉」。经历代厨师的不断总结發展，後更發展成為杭州第一名菜。